# Windreich
Die Windreich GmbH i.I. mit Sitz im baden-württembergischen Wolfschlugen ist ein Unternehmen, das sich auf die Planung und den Bau sowie die Finanzierung, den Betrieb und den Verkauf von Windkraftanlagen spezialisiert hat, die sich sowohl an Land als auch offshore befinden. Das Unternehmen war vollständig im Besitz des mittlerweile wegen vorsätzlicher Insolvenzverschleppung, Betrugs, Untreue und Insiderhandels verurteilten Willi Balz und befindet sich seit Dezember 2013 im Insolvenzverfahren. Nach Einschätzung des Stuttgarter Landgerichts war das Unternehmen aber schon sehr viel früher zahlungsunfähig. Windreich hatte über zwei Anleihen 135 Millionen Euro Kapital von Anlegern eingesammelt.

## Geschichte
Im Jahre 1999 wurde die FC Windkraft GmbH von dem Ingenieur Willi Balz gegründet. Das Unternehmen investierte zuerst in Windkraft-Projekte an Land, ab 2009 begannen erste Projekte auf See, wie z. B. die Offshore-Windparks (OWP) „Global Tech I“, „MEG Offshore I“ und „Deutsche Bucht“. Der Antrag für „Global Tech I“ wurde am 7. Juni 2001 von dem Projektplaner und Geologen Hans-Jürgen Kothe und dessen Nordsee Windpower GbR gestellt und am 24. Mai 2006 vom Bundesamt für Seeschifffahrt und Hydrographie (BSH) genehmigt.
„MEG Offshore I“ (80 WEA, Gesamtleistung 400 MW) wurde am 10. April 2006 beantragt und am 31. August 2009 vom BSH genehmigt,
„Deutsche Bucht“ (42 WEA, Gesamtleistung 273 MW) wurde am 23. Juni 2004 beantragt und am 26. Februar 2010 genehmigt.
Aus dem Unternehmen FC Windkraft GmbH ging 2010 die Windreich AG hervor. Für das Jahr 2012 wurde der Börsengang der Aktiengesellschaft geplant. Dieser Plan wurde jedoch nach etwa vier Monaten aufgegeben.
Stattdessen wurden Anleihen über das Börsensegment Bondm der Börse Stuttgart angeboten.
Am 18. Januar 2013 wurde verkündet, dass die Fernsehmoderatorin Sabine Christiansen als stellvertretende Vorsitzende in den Aufsichtsrat berufen werden soll, nachdem Walter Döring (ehemals Wirtschaftsminister in Baden-Württemberg, FDP) überraschend dieses Amt auf der Bilanzpressekonferenz 2012 niedergelegt hatte.
Im März 2013 wurde die Windreich AG wieder in eine GmbH umgewandelt. Außerdem wurden die Anleihen des Unternehmens vom Börsensegment Bondm in den einfachen Freiverkehr umgelistet, um – nach Unternehmensangaben – rund 500.000 Euro an Kosten einzusparen. Anfang März 2013 wurde bekannt, dass die Staatsanwaltschaft Stuttgart gegen fünf amtierende und ehemalige Vorstandsmitglieder von Windreich, darunter den amtierenden Vorsitzenden und Alleinaktionär Willi Balz sowie das frühere Vorstandsmitglied Walter Döring, ein Ermittlungsverfahren wegen Verdacht auf Bilanzmanipulation, Kapitalanlagebetrug, Marktpreismanipulation und Kreditbetrug eingeleitet hat. Die Staatsanwaltschaft durchsuchte die Geschäftsräume von Windreich sowie Privaträume von vier amtierenden und früheren Vorstandsmitgliedern.
Ende April 2013 erhielten 23 Mitarbeiter, etwa ein Fünftel der Windreich-Angestellten, die Kündigung.

## Insolvenzverfahren
Am 6. September 2013 beantragte Windreich Insolvenz beim Amtsgericht Esslingen wegen Zahlungsunfähigkeit. Drei Tage später wurde verkündet, dass sich Unternehmensgründer Willi Balz als Geschäftsführer aus dem Unternehmen zurückzieht, Nachfolger wurde Werner Heer. Es wurde ein vorläufiger Gläubigerausschuss gebildet und ein vorläufiger Sachwalter bestellt, der in dieser Funktion den neuen Geschäftsführer begleitet.
Das Amtsgericht Esslingen eröffnete das Insolvenzverfahren am 1. Dezember 2013. Zum Insolvenzverwalter wurde der bisherige Sachwalter Holger Blümle bestellt. Im Januar 2017 folgte eine Anklage gegen mehrere Beteiligte wegen Insolvenzverschleppung und Beihilfe dazu sowie Betrugs. Die Anklage wurde in allen Punkten zugelassen, der Prozess begann im August 2019.
Am 2. Dezember 2020 wurde Balz zu viereinhalb Jahren Haft verurteilt. Das Urteil ist seit April 2022 rechtskräftig. Die Verfahren gegen sieben Mitangeklagte wurden eingestellt.

## Geschäftsentwicklung
Die einzelnen Projekte werden von eigens dafür gegründeten Unternehmen, meist in der Rechtsform einer GmbH, betrieben, die ihren Sitz teilweise auch in Wolfschlugen haben. Für die Offshore-Projekte in der Ausschließlichen Wirtschaftszone Deutschlands sind dies:
für die in der Nordsee liegenden Windparks
- Global Tech I (80 Windenergieanlagen): die Wetfeet Offshore Windenergy GmbH
- MEG Offshore I, heute Merkur (66 WEA): die Merkur Offshore GmbH (Joint Venture mit DEME)
- Deutsche Bucht (42 WEA): die British Wind Energy GmbH
- Austerngrund (80 WEA): die Austerngrund GmbH
- BightPower (2 × 80 WEA) und „AreaC“ (3 × 80 WEA): die Wetfeet GmbH

für die in der Ostsee liegenden Windparks
- BalticPower (80 WEA): die Wetfeet GmbH
- BalticEagle (80 WEA), Ostseeperle (35 WEA) und Ostseeschatz (45 WEA): die Financial Insurance GmbH

Die Windreich AG hält 9,45 % der Anteile an der Fuhrländer AG.
Außerdem beschäftigte sich das Unternehmen mit Elektromobilität. Der Gründer Willi Balz nahm an mehreren Wettbewerben mit Elektroautos teil, ein Modell vom Typ Jaguar E wurde mit Elektroantrieb ausgestattet.

## Rundfunkberichte
- Oliver Schmale: Der schwäbische Windkönig – Aufstieg und Fall des Willi Balz (Memento vom 16. Juli 2014 im Internet Archive), in SWR2 „Geld, Markt, Meinung“ vom 29. März 2014